# Меацца, Джузеппе
Джузе́ппе Меа́цца (итал. Giuseppe Meazza, 23 августа 1910, Милан — 21 августа 1979, Лиссоне, Италия) — итальянский футболист, двукратный чемпион мира. Забил за «Интер» 243 гола в 365 играх национального чемпионата. До сих пор Меацца является вторым бомбардиром в истории сборной Италии с 33 голами, уступая по этому показателю лишь Луиджи Риве.
Именем Джузеппе Меаццы назван стадион в Милане, также известный как «Сан-Сиро». Это обусловлено тем фактом, что Джузеппе провёл 14 сезонов за миланский «Интер» и 2 сезона в составе «Милана».

## Биография
Джузеппе родился в семье Аннибале Меаццы и Эрсилии Борги на виа Сан Луиджи в известном миланском квартале Порта Романа. Рано остался сиротой: отец умер от ран вскоре после возвращения с фронта Первой мировой войны. Первой футбольной командой Джузеппе стала «Маэстри Кампионези», мячом в которой была связанная ветошь. В 12 лет Меацца присоединился к более солидному клубу «Глория». Долгое время Пеппино мечтал о хорошей спортивной обуви для игры, и, благодаря поклоннику клуба, он её получил.
В 1924 году он хотел отправиться в «Милан» — клуб, за который болел. Но «Милан» отверг его, отбраковав за чрезмерную щуплость, и тогда Меацца решил податься в «Интер». Выступая за юношескую команду этого клуба, он дважды подряд — в сезонах-25/26 и 26/27 — выигрывал региональное первенство.
В 17 лет он весил всего 40 килограмм. Тем не менее его зачислили в резервную команду взрослого «Интера».

## Балилла
Речь идет об известной в Италии легенде, согласно которой генуэзский мальчик Джованбаттиста Перассо по прозвищу «Пуля» (по-итальянски — «Балилла») стал в 1746 году инициатором восстания против австрийских захватчиков. В 1920-х годах имя Балиллы стало особенно модным, поскольку пришедшие к власти фашисты называли им отряды, состоящие из юношей. Они назывались «Опера Национале Балилла».
До того, как стать футбольным профессионалом, Меацца работал в пекарне. Несостоявшийся пекарь в первый же сезон серии А стал её лучшим бомбардиром и чемпионом.
В последнем туре «Амброзиана» («Интер») играла в гостях с «Дженоа». В случае победы этот клуб мог настичь черно-синих по очкам. Генуэзцы вели в счете 3:0. Как вдруг под грузом толпы зрителей рухнула одна из трибун. Когда матч возобновился после вынужденного перерыва, какое-то редкое вдохновение осенило Меаццу, и он забил три гола подряд, причем все — благодаря сольным проходам, начинавшимся от центральной линии. «Амброзиана» свела игру к ничьей 3:3 и получила первое «скудетто».
Меацца отличался поистине реактивной для тех времен скоростью: он пробегал 100 метров в футбольных бутсах за 12 секунд.
Помимо этого, он и с мячом умел обращаться лучше всех. При своем нежном телосложении он был необычайно легконогим, легко взлетал в воздух и выделывал трюки, которые никто не мог повторить.

## В составе сборной
В сборной Италии дебютировал 9 февраля 1930 года в Риме в матче со Швейцарией. В том же году 19-летний Балилла, благодаря своим голам, выиграл «Кубок Швехла».
После чемпионата мира 1934 года 23-летний Меацца стал самым популярным футболистом в Италии, о чём говорит такой факт: именно с него началась традиция использования футбольных звезд для рекламы товаров и услуг. Меацца рекламировал парфюмерную продукцию.
В 1937 году впервые надел в сборной капитанскую повязку. Дебют в новом качестве сложился неудачно — итальянцы проиграли в Вене австрийцам 0:2.
После чемпионата мира 1938 года на Меаццу обрушились беды. Он перенес аппендицит, причем послеоперационное восстановление оказалось необычайно тяжелым и заняло много месяцев. Он вернулся в сборную только в марте 1939 года. Чемпионы мира по-прежнему находились в великолепной форме и побеждали всех соперников подряд. Только Англии удалось избежать поражения (2:2). Матч 20 июля 1939 года против финнов в Хельсинки стал для «скуадры адзурры» 19-м беспроигрышным кряду. А для Меаццы — последним в её составе.
29 июля 1939 года Меацца связал себя узами брака с Ритой Галлони. И тут же с ним приключилось новое несчастье — закупоривание артерии, которое повлекло нарушение нормальной циркуляции крови. Хирургическое вмешательство вывело его из строя более чем на год. 28 ноября 1940 года пресса сообщила сенсационную новость: «Джузеппе Меацца снова выходит на поле — но в составе „Милана“!» Летом 1942 года его имя снова стало объектом «бомбы» в итальянских газетах: Меацца переходит в «Ювентус»!
В этом клубе его карьера не продлилась более года: сезон-43/44 был сорван из-за войны. Из соображений безопасности семья Меацца переехала в Варесе, где у Джузеппе родилась вторая дочь Габриэлла (первая — Сильвана — появилась на свет годом ранее). Пользуясь случаем, он помог местному скромному клубу в качестве играющего тренера в так называемом «военном чемпионате», который разыгрывался в Италии по многоступенчатой системе в 1944 году.
В том же качестве он провел первый послевоенный сезон в «Аталанте». В 1946 году его снова позвал «Интер», которому он не смог отказать в помощи — сначала как игрок, а с 22 декабря 1946 года опять же как играющий тренер. Свой последний матч в серии А он провел в июне 1947 года против «Болоньи»

## Статистика выступлений

### Клубная
| Сезон            | Клуб             | Чемпионат | Чемпионат | Кубок | Кубок | Еврокубки | Еврокубки | Прочие | Прочие | Всего | Всего |
| Сезон            | Клуб             | Игры      | Голы      | Игры  | Голы  | Игры      | Голы      | Игры   | Голы   | Игры  | Голы  |
| ---------------- | ---------------- | --------- | --------- | ----- | ----- | --------- | --------- | ------ | ------ | ----- | ----- |
| 1927-28          | Интер            | 33        | 12        | -     | -     | -         | -         | -      | -      | 33    | 12    |
| 1928-29          | Интер            | 29        | 33        | -     | -     | -         | -         | -      | -      | 29    | 33    |
| 1929-30          | Интер            | 33        | 31        | -     | -     | -         | -         | -      | -      | 33    | 31    |
| 1930-31          | Интер            | 34        | 24        | -     | -     | -         | -         | 6      | 7      | 40    | 31    |
| 1931-32          | Интер            | 28        | 21        | -     | -     | -         | -         | -      | -      | 28    | 21    |
| 1932-33          | Интер            | 32        | 20        | -     | -     | -         | -         | -      | -      | 32    | 20    |
| 1933-34          | Интер            | 32        | 21        | -     | -     | -         | -         | 6      | 5      | 38    | 26    |
| 1934-35          | Интер            | 30        | 19        | -     | -     | -         | -         | 2      | 3      | 32    | 22    |
| 1935-36          | Интер            | 29        | 25        | 2     | 1     | -         | -         | 2      | 2      | 33    | 28    |
| 1936-37          | Интер            | 26        | 11        | 4     | 3     | -         | -         | 6      | 10     | 36    | 24    |
| 1937-38          | Интер            | 26        | 20        | 4     | 8     | -         | -         | -      | -      | 30    | 28    |
| 1938-39          | Интер            | 16        | 4         | 6     | 0     | -         | -         | 4      | 2      | 26    | 6     |
| 1939-40          | Интер            | -         | -         | -     | -     | -         | -         | 1      | 0      | 1     | 0     |
| 1940-41          | Милан            | 14        | 6         | 1     | 0     | -         | -         | -      | -      | 15    | 6     |
| 1941-42          | Милан            | 23        | 3         | 4     | 2     | -         | -         | -      | -      | 27    | 5     |
| 1942-43          | Ювентус          | 27        | 10        | -     | -     | -         | -         | -      | -      | 27    | 10    |
| 1944             | Варезе           | 20        | 7         | -     | -     | -         | -         | -      | -      | 20    | 7     |
| 1945-46          | Аталанта         | 14        | 2         | -     | -     | -         | -         | -      | -      | 14    | 2     |
| 1946-47          | Интер            | 17        | 2         | -     | -     | -         | -         | -      | -      | 17    | 2     |
| Всего за Интер   | Всего за Интер   | 365       | 243       | 16    | 12    | -         | -         | 27     | 29     | 408   | 284   |
| Всего за карьеру | Всего за карьеру | 463       | 271       | 21    | 14    | -         | -         | 27     | 29     | 511   | 314   |

### В сборной
| Италия |       |    |    |
| 1930   | 5     | 6  |    |
| 1931   | 6     | 5  |    |
| 1932   | 4     | 2  |    |
| 1933   | 5     | 5  |    |
| 1934   | 9     | 7  |    |
| 1935   | 3     | 2  |    |
| 1936   | 4     | 2  |    |
| 1937   | 5     | 1  |    |
| 1938   | 6     | 3  |    |
| 1939   | 6     | 0  |    |
| Всего  | Всего | 53 | 33 |

## Достижения

### Командные
«Интернационале»
- Чемпион Италии (3): 1929/30, 1937/38, 1939/40
- Обладатель Кубка Италии: 1939

Сборная Италии
- Чемпион мира (2): 1934, 1938

### Личные
- Лучший бомбардир чемпионата
Италии (3): 1929/30, 1935/36, 1937/38
- Лучший футболист Италии всех времен (референдум 1983 года)
- Член итальянского элитарного «клуба 300» (2 место, 338 мячей)
- Обладатель «Золотого мяча» чемпионата мира: 1934
- Входит в символическую сборную чемпионата мира: 1934
- Введён в Зал славы итальянского футбола
- Включён в список величайших футболистов XX века по версии World Soccer
- Введён в зал славы клуба «Интернационале»